# B'z presents LIVE FRIENDS
『B'z presents LIVE FRIENDS』（ビーズ・プレゼンツ・ライブ・フレンズ）は、日本の音楽ユニット・B'zの映像作品。DVDとBlu-ray Discで発売。

## 概要
2021年11月16日・17日に、東京ガーデンシアターで開催されたライブ『B'z presents LIVE FRIENDS』の模様を収録。また特典映像として、松本と稲葉へのインタビューを軸に、リハーサル風景やバンドメンバーの紹介、ステージの創作過程を映したドキュメントを収録している。

## 演奏
今回のライブの演奏は、B'zメンバーとサポートメンバーに加え、ストリングス、ホーンセクション、パーカッション、コーラスを交えた特別編成の「FRIENDS Special Band」が参加した。

### メンバー
- 松本孝弘：ギター、プロデュース
- 稲葉浩志：ボーカル

### サポートメンバー
- 小野塚晃：キーボード
- 大賀好修：ギター
- Yukihide"YT"Takiyama：ベース
- 河村"カースケ"智康 ：ドラム

### FRIENDS Special Band
- 斉藤ノヴ : パーカッション
- 坪倉唯子 : コーラス
- 小寺里枝、寺島貴恵、谷崎舞、荒井桃子 : 1stヴァイオリン
- 佐藤恵梨奈、天野恵 : 2ndヴァイオリン
- 三谷陽子、大辻ひろの : ヴィオラ
- 越川和音、三木千晴 : チェロ
- 赤木りえ : フルート
- 渡辺ファイアー : サックス
- 上石統 : トランペット
- 東條あづさ : トロンボーン

## 収録内容

### 東京ガーデンシアター公演
1. 僕の罪
  - 本公演がライブ初演奏。
  - 本曲の前に「いつかのメリークリスマス(Reprise)」が演奏される。
2. Love is ...
  - 「恋じゃなくなる日」のメロディーを演奏しているインストゥルメンタル。同曲のサビに該当するパートがカットされた短縮バージョンとなっている。
3. 恋じゃなくなる日
  - 『B'z LIVE-GYM '93 "RUN"』以来、約28年ぶりの演奏。映像化は本作が初。
  - キーが変更されている。
4. 傷心
  - 本公演がライブ初演奏[注 1]。
  - アウトロでは稲葉と坪倉によるボーカルセッションが展開された。
5. BABY MOON
  - 本公演がライブ初演奏。
6. ある密かな恋
  - 本公演がライブ初演奏。
7. sasanqua ～冬の陽
  - 本公演がライブ初演奏。
8. SNOW
  - 『B'z LIVE-GYM 2008 "ACTION"』以来、約13年ぶりの演奏。映像化は本作が初。
9. きみをつれて
  - 本公演がライブ初演奏。
10. Friends
  - 本公演がライブ初演奏。
11. シーズンエンド
  - ステージ後方に現われたスクリーンに、『FRIENDS III』のジャケットを想起させる風景が映し出される[11]。
12. Butterfly
13. こんな時だけあなたが恋しい
14. ミダレチル
15. GROW&GLOW
16. どうしても君を失いたくない
17. SEASONS
  - 本公演がライブ初演奏。
18. いつかのメリークリスマス
  - 本編ラストナンバー[11]。
  - 『B'z LIVE-GYM 2017-2018 “LIVE DINOSAUR”』以来、約4年ぶりの演奏。
  - メンバー退場後、SEとして「Friends II」が流れる。
19. 結晶
  - 本公演がライブ初演奏[注 2]。
  - 他の曲と異なり、ストリングスやホーンセクションを伴わずシンプルなバンド編成で演奏された。
20. JOY
  - 本公演がライブ初演奏。
  - 前曲とは対照的に本編同様ストリングスやホーンセクションを全面的に取り入れたアレンジとなっている。
  - 「結晶」「JOY」の2曲は「キラキラした感じにしたい」という稲葉の意向で提案された。当初はどちらか一方を演奏する予定だったが、リハーサルをしてみたところどちらも手応えを感じたため、両曲ともに演奏された。
21. TONIGHT(Is The Night)

### 特典DISC
LIVE FRIENDS DOCUMENT（収録時間：79分）
メンバーインタビューを中心に、リハーサル風景やバンドメンバーの紹介を織り交ぜたドキュメント映像を収録。